# Тувалу
Тувалу (енгл. Tuvalu), познат и по бившем имену Острва Елис, је острвска држава у појасу Полинезије, у Океанији. Са површином од 26 км², Тувалу је четврта најмања држава на свету, а мање становника од ње има само Ватикан.
Тувалу се одвојио референдумом 1975. године од Гилбертових Острва, и стекао независност од Уједињеног Краљевства. Превод имена државе би значио Осам који се држе заједно. Осам острва, од севера према југу: Нанумеа, Ниутао, Нанумага, Нуи, Ваитупу, Нукуфетау, Фунафути и Нукулаелау. Од педесетих година двадесетог века, насељено је и девето острво, Ниулакита, услед чега застава Тувалуа има девет звезда.

## Географија

### Положај
Тувалу нема копнених граница, али се морем граничи са државама Кирибати, Самоа и Фиџи. Површина државе износи 26 km².

### Клима
Клима је топла, тропска, са мало временских промена у току године; просечна температура је око 30 °C; велика количина падавина са просеком око 350 cm/m² и честе појаве урагана. Снажни циклони су погодили острва 1894, 1972. и 1990. Највише падавина има у новембру и фебруару.

## Историја
Острва Елис открили су Британци 1765. Од 1890. су британски протекторат. Заједно са Гилбертовим острвима су колонија од 1915. Из колоније се издвајају 1975. под именом Тувалу, а независност проглашавају 1978.

## Становништво
Становници Тувалуа су Полинежани који чине 94% становништва, док на острвима Нуи живе Микронежани. Већина становника су припадници Хришћанске цркве Тувалуа (Ekalesia Kelisiano o Tuvalu). Живот, посебно на удаљеним острвима, концентрисан је на поштовање религије.
Језици који се користе су тувалуански (полинезијски дијалекат), и-кирибати и енглески језик.

## Привреда
Воћарство и рибарство су главни економски ресурси на острвима. Око 1.000 туриста годишње посети Тувалу. Државни приходи највише долазе од филателије и давања у закуп интернет домена .tv. 1.000 радника ради на суседном острву Науру. БДП по становнику износи око 1.100$.

## Тувалу у свету
Тувалу је чланица неколико светских организација: AsDB, Комонвелт нација, Уједињене нације, ESCAP, Intelsat, ITU, Sparteca, УНЕСКО, СТО, и друге.

## Међународни односи
Тувалу одржава блиске односе са Фиџијем и Аустралијом. Такође одржава дипломатске односе са Републиком Кином (Тајван), која је и једина држава која има сталну амбасаду на острву Тувалу и један је од највећих донатора финансијске помоћи. Ниједна друга амбасада не постоји на острвима. Амбасадор САД на острву Фиџи је акредитован за дипломатске односе и са Тувалуом.
Године 2000. Тувалу је постао пуноправни члан Уједињених нација и има своју мисију у Њујорку, САД. Један од главних приоритета Тувалуа је глобално загревање и могућ раст нивоа мора. Тувалу је један од главних покретача Кјото протокола и тражи његово пуно примењивање. Такође је пуноправни члан Азијске банке за развој.
Тувалу одржава добре односе са микродржавом Науру у којој је око триста држављана Тувалуа на привременом раду.

## Административна подела
Малобројно становништво Тувалуа је раштркано на 9 острва, од којих су 5 атоли. Најмање острво Ниулакита је било ненасељено све до 1949. године када су се доселили људи са суседног острва Ниутао.
Локалне области које се састоје од више од једног острва:
1. Фунафути
2. Нанумеа
3. Нуи
4. Нукуфетау
5. Никулеле
6. Ваитупу

Локалне области које се састоје од само једног острва:
1. Нанумага
2. Ниулакита
3. Ниутао

| Атоли                                                   |           |       |      |       |     |    |  |
| Фунафути                                                | Вајаку    | 2,40  | 277  | 4 492 | 30  | 9  |  |
| Нанумеа                                                 | Лолуа     | 3,87  | 22   | 664   | 6   | 5  |  |
| Нуји                                                    | Танраке   | 2,83  | 17   | 548   | 21  | 4  |  |
| Нукуфетау                                               | Сававе    | 2,99  | 145  | 586   | 33  | 2  |  |
| Нукулеле                                                | Фангауа   | 1,82  | 43   | 393   | 15  | 2  |  |
| Вајтапу                                                 | Асау      | 5,60  | 10   | 1 591 | 9   | 7  |  |
| Острва                                                  |           |       |      |       |     |    |  |
| Нануманга                                               | Тонга     | 3,00  | 3,00 | 589   | 51) | 2  |  |
| Ниулакита                                               | Ниулакита | 0,40  | 0,40 | 35    | 1   | 1  |  |
| Ниутао                                                  | Кулија    | 2,53  | 2,53 | 663   | 41) | 2  |  |
| Тувалу                                                  | Ваиаку    | 25,44 | 520  | 9 561 | 124 | 34 |  |
| 1) Главно острво плус споредна острвца и атоли у лагуни |           |       |      |       |     |    |  |